# Леонарда, Изабелла

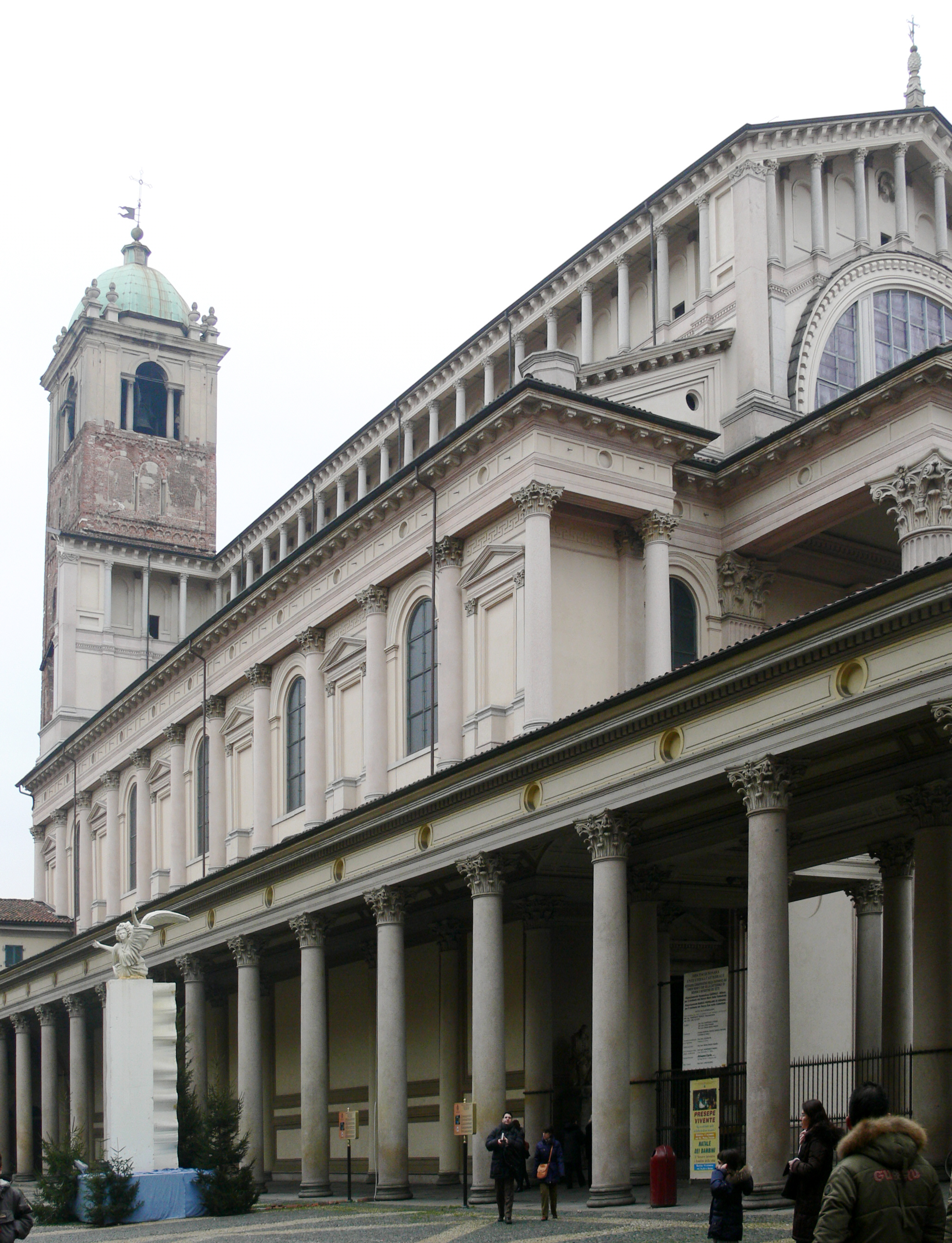
Кафедральный собор Новары

Изабелла Леонарда (итал. Isabella Leonarda, 6 сентября 1620, Новара — 25 февраля 1704, там же) — итальянский композитор.

## Биография
Изабелла Леонарда родилась 6 сентября 1620 года. Была дочерью Джаннантонио Леонарди и его жены Аполлонии. Леонарди были старой и выдающейся новарской семьей, в состав которой входили важные церковные и гражданские чиновники. Отец Изабеллы, который имел титул графа, был доктором юридических наук. В 1636 поступила в обитель урсулинок — Коллегию Святой Урсулы в своем родном городе, где и обучилась музыке. Её музыкальным наставником был капельмейстер кафедрального собора Новары Гаспаро Казати. В 1686 году стала аббатисой. Некоторое время была капельмейстером монастыря.
Леонарда была очень уважаемым композитором в своем родном городе, но ее музыка была мало известна в других частях Италии. Ее опубликованные сочинения охватывают период 60 лет, начиная с 1640 года и заканчивая 1700 годом.

## Творчество
Автор более 120 мотетов, 18 духовных концертов, 17 месс, 12 сонат, 11 псалмов. Её сочинения издавались в 1665—1700 гг. в Милане и Болонье.
Её стиль — сложное использование гармоний — один из примеров её влияния на развитие полифонической музыки в Сант’Орсоле, как это делали многие другие итальянские монахини-композиторы на своих собственных собраниях в тот же период. Этот стиль создал атмосферу, способствующую творчеству музыканта, позволяющую легкую импровизацию или музыкальное украшение.